# Dumas (Texas)
Dumas ist die Bezirkshauptstadt und Sitz der Countyverwaltung (County Seat) des Moore County im US-Bundesstaat Texas in den Vereinigten Staaten. Das U.S. Census Bureau hat bei der Volkszählung 2020 eine Einwohnerzahl von 14.501 ermittelt.

## Geographie
Die Stadt liegt an der Kreuzung des U.S. Highway 87 mit dem U.S. Highway 287 im Nordwesten des Countys im sog. Texas Panhandle.

## Geschichte
Benannt wurde der Ort nach Louis Dumas, dem Präsidenten der Panhandle Townsite Company.

## Demografische Daten
Nach der Volkszählung im Jahr 2000 lebten hier 13.747 Menschen in 4.755 Haushalten und 3.675 Familien. Die Bevölkerungsdichte betrug 1.034,6 Einwohner pro km2. Ethnisch betrachtet setzte sich die Bevölkerung zusammen aus 68,09 % weißer Bevölkerung, 0,72 % Afroamerikanern, 0,59 % amerikanischen Ureinwohnern, 1,16 % Asiaten, 0,02 % Bewohnern aus dem pazifischen Inselraum und 26,73 % aus anderen ethnischen Gruppen. Etwa 2,68 % waren gemischter Abstammung und 42,74 % der Bevölkerung waren spanischer oder lateinamerikanischer Abstammung.
Von den 4.755 Haushalten hatten 42,6 % Kinder unter 18 Jahre, die im Haushalt lebten. 63,6 % davon waren verheiratete, zusammenlebende Paare. 9,2 % waren allein erziehende Mütter und 22,7 % waren keine Familien. 19,7 % aller Haushalte waren Singlehaushalte und in 9,4 % lebten Menschen, die 65 Jahre oder älter waren. Die Durchschnittshaushaltsgröße betrug 2,85 und die durchschnittliche Größe einer Familie belief sich auf 3,29 Personen.
32,3 % der Bevölkerung waren unter 18 Jahre alt, 8,9 % von 18 bis 24, 28,0 % von 25 bis 44, 18,7 % von 45 bis 64, und 12,1 % die 65 Jahre oder älter waren. Das Durchschnittsalter war 31 Jahre. Auf 100 weibliche Personen aller Altersgruppen kamen 96,8 männliche Personen. Auf 100 Frauen im Alter von 18 Jahren und darüber kamen 94,4 Männer.
Das jährliche Durchschnittseinkommen eines Haushalts betrug 36.147 USD, das Durchschnittseinkommen einer Familie 39.652 USD. Männer hatten ein Durchschnittseinkommen von 30.833 USD gegenüber den Frauen mit 19.967 USD. Das Prokopfeinkommen betrug 16.180 USD. 12,8 % der Bevölkerung und 8,7 % der Familien lebten unterhalb der Armutsgrenze. Davon waren 17,8 % Kinder und Jugendliche unter 18 Jahren und 9,7 % waren 65 oder älter.

## Söhne und Töchter der Stadt
- Joe King Carrasco, Gitarrist und Rockmusiker, der mit seiner Nuevo Wavo genannten Musikmischung aus Tex-Mex, Rock ’n’ Roll, New Wave und Garage Rock bekannt wurde
- Steven Schafersman (* 1948), Mikropaläontologe und Petrologe